# Martin Luther Kings plan

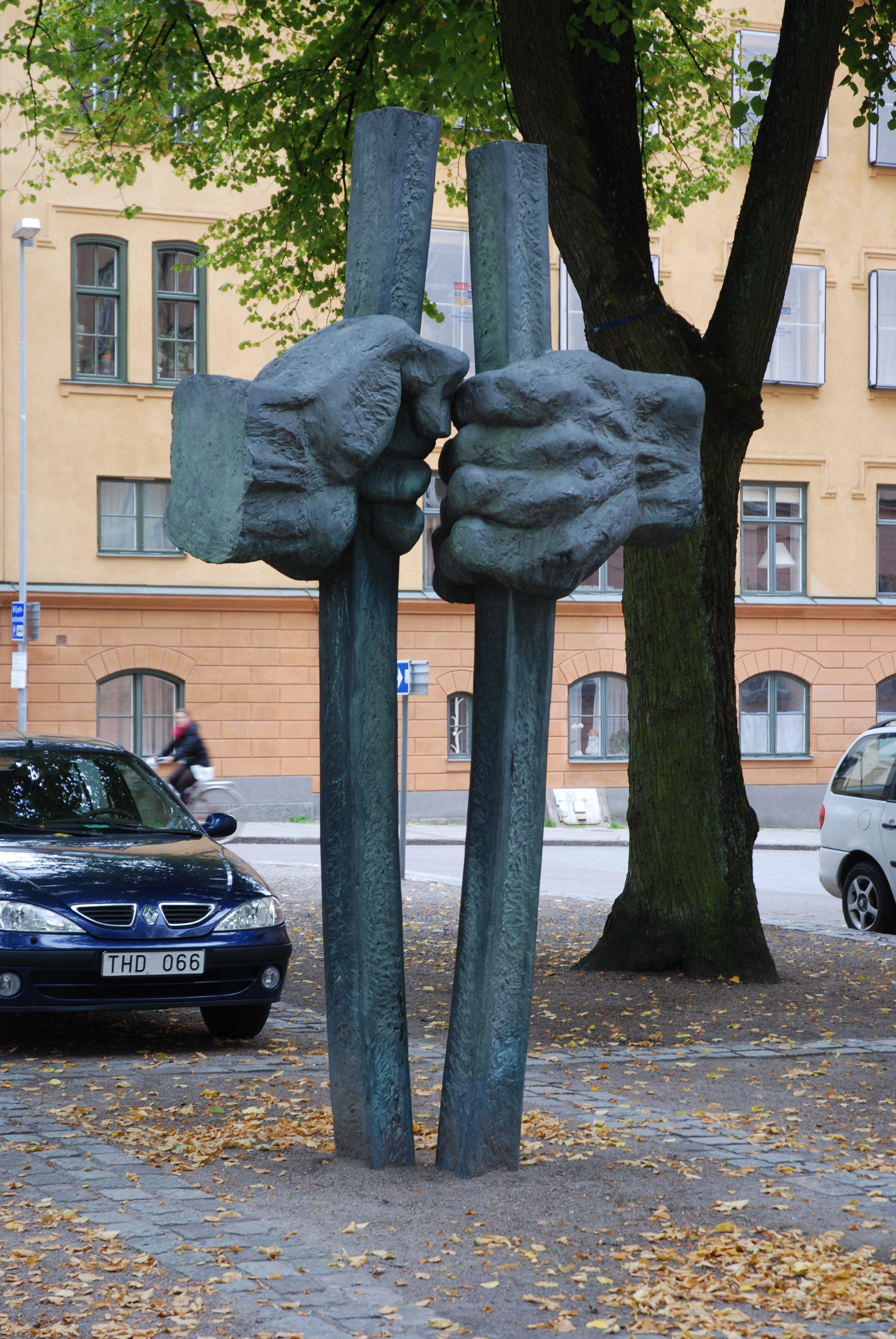
Monumentet Befrielse av Olof Hellström, i åminnelse av Martin Luther King

Martin Luther Kings plan är en parkanläggning i Uppsala vid korsningen S:t Olofsgatan–Övre Slottsgatan, bakom Uppsala universitet, och ett minnesmärke över medborgarrättskämpen Martin Luther King samt Världskyrkomötet 1968.
Samma år som Martin Luther King dog inträffade Kyrkornas världsråds generalförsamling i Uppsala. Här dök förslaget upp om ett minnesmärke över Luther King och hans gärningar. Det uppstod många oense tankar kring var och hur man lämpligast kunde manifestera minnet av det ekumeniska Kyrkornas världsråds generalförsamling 1968 och Martin Luther King. Uppsalakonstnären Olof Hellströms drivande kraft i detta är en stor anledning att monumentet blev till.
Parkanläggningen är utformad som en utomhuskatedral med imaginära väggar, valv, långskepp, tvärskepp, altare samt monumentet – tänkt att liknas vid en krucifix – Befrielse av just Olof Hellström. Stängerna som tvingas isär till öppning symboliserar en öppning mot framtid och hopp och därmed kampen för frihet och rättvisa.
Platsen kallades inofficiellt, fram till 1968, för Kamphavs torg. Detta på grund av att det här en gång fanns en damm, kallad "Kamphavet".